# Carlos Manuel Acuña
Carlos Manuel Acuña Ramos Mejía (Buenos Aires, 31 de agosto de 1937-14 de octubre de 2013) fue un espía, periodista, escritor y funcionario argentino.
Escribió cuatro libros.

## Sus inicios
Comenzó estudios de abogacía, aunque los abandonó para escribir en medios: a comienzos de los años '60, ingresó al diario La Nación, donde fue cronista parlamentario y político, con acción además en radio y televisión, por algo más de cinco años durante los gobiernos de Arturo Frondizi, José María Guido y Arturo Illia.

## Décadas del 60 y del 70
Con el ascenso de facto del general Juan Carlos Onganía (29 de junio de 1966), dejó La Nación e ingresó en la función pública como asesor del Ministro de Relaciones Exteriores entre 1966 y 1968, de la Presidencia de la Nación hasta 1970 y en 1976 integró el gabinete del Ministerio de Planeamiento.
Vuelto al ejercicio del periodismo, Acuña, especializado en política, fue cubriendo temas relativos a desacuerdos y confrontaciones ideológicas. Entre los '70 y los '90, en La Prensa, fue columnista junto a Emilio Hardoy, Alfonso de Laferrere, Jesús Iglesias Rouco, Manfred Schonfeld y Daniel Lupa.

## Década de 1990
En 1990, Acuña condujo el programa de televisión Cartas al programa, por el Canal 2 de La Plata.

## Libros
| Título del libro                                                           | Editorial   | Ciudad                         | Año               | ISBN               |
| -------------------------------------------------------------------------- | ----------- | ------------------------------ | ----------------- | ------------------ |
| Por Amor al Odio. La tragedia de la subversión en la Argentina             | Del Pórtico | Valentín Alsina (Buenos Aires) | 2000              | ISBN 9789879622971 |
| Por Amor al Odio (II). Crónicas de Guerra: de Cámpora a la muerte de Perón | Del Pórtico | V. Alsina                      | 2003              | ISBN 9789879622988 |
| Horacio Verbitsky. De La Habana a la Fundación Ford                        | Del Pórtico | V. Alsina                      | agosto de 2003    | ISBN 9874363061    |
| Los traidores. Intimidades de la guerra revolucionaria                     | Del Pórtico | V. Alsina                      | noviembre de 2011 | ISBN 9789873319167 |

Su segundo tomo tiene prólogo del doctor Florencio Varela, abogado de militares acusados de delitos de lesa humanidad.
Los traidores fue terminado en 2011 y anunciada la venta anticipada para financiar su edición que salió en papel por Editorial Liber Liberat, en abril de 2012 (500 páginas), del que puede leerse su Prólogo en la red.

## Acusación
En 2012 se vio involucrado en una causa en la que se señaló a personas que, según la acusación, obtenían de forma ilegal información de políticos y periodistas entre los que estaban el exjefe de Gabinete kirchnerista Alberto Fernández, los ministros Nilda Garré y Jorge Taiana, el presidente de la Corte Suprema, Ricardo Lorenzetti, el gobernador Daniel Scioli, el embajador en Estados Unidos Héctor Timerman y el periodista Daniel Hadad y la vendían a otros que la utilizaban sabiendo su origen ilegal. Entre las personas mencionadas en la causa se encuentran, además de Acuña, Héctor Alderete, director del portal y servicios de información de derecha Seprin, exjefe de la SIDE menemista Juan Bautista “Tata” Yofre, los agentes de la Policía de Seguridad Aeroportuaria Iván Velázquez y Pablo Carpintero, el exdirector de Ámbito Financiero Roberto García, el director del portal Urgente 24, Edgard Mainhard, el periodista de La Nación Carlos Pagni.

## Ideología
Acuña era de ideología nacionalista, católico y antiperonista y actuó en el Movimiento Ruralista, encabezado por el dirigente peronista Tomás de Anchorena. Reivindicó gran parte de la represión cuestionó los juicios contra los militares y exmilitares y defendió una suerte de reivindicación de las FF.AA. y, según el diario Página 12, fue un colaboradorde la dictadura. Acuña declaró como testigo a pedido de la defensa en el Tribunal Oral Federal de Tucumán en una causa contra militares y policías y al salir manifestó:

"He prestado declaración en calidad de testigo de concepto para demostrar que estamos asistiendo a una justicia implementada por Tribunales Revolucionarios vindicativos, que son temerosos y obedientes a un poder político que ha resucitado el tema de los derechos humanos como parte de la estrategia revolucionaria para el logro de unos de sus objetivos: la destrucción de las fuerzas armadas que derrotaron en el campo militar a las organizaciones terroristas", dijo con respecto a su declaración ante los tribunales en Tucumán.

A muerte, era coordinador general de la web El Informador Público. En los últimos artículos que publicó se mostró preocupado por los militares que a avanzada edad estaban detenidos en cárceles comunes.

## Otra labor periodística
Fue merecedor del premio Santa Clara de Asís.